# Visita del partner
La visita del partner è diritto garantito al detenuto dall'ordinamento penitenziario di numerosi stati. Consiste in una visita privata e senza il controllo visivo del personale penitenziario all'interno dell'istituto penitenziario, effettuata dal partner, solitamente il coniuge o il convivente more uxorio, ad una persona in stato di detenzione. Generalmente è di lunga durata, di solito parecchie ore, per permetter lo sviluppo ed il mantenimento di relazioni intime. Durante la visita possono avvenire rapporti sessuali.

## Ratio
La ratio della visita è quella di permettere il mantenimento dei rapporti affettivi intimi con il partner al fine di facilitare la rieducazione del condannato ed il suo reinserimento al termine del periodo detentivo, nonché quello di evitare la soppressione del diritto fondamentale delle persone sottoposte a restrizione della libertà personale di continuare ad avere relazioni affettive intime, anche a carattere sessuale.
La concessione dei permessi di visita può anche avere natura premiale ed essere legata al mantenimento di una buona condotta interna da parte del detenuto. Le visite del partner possono costituire un deterrente contro la tentazione di infrangere le norme carcerarie.